# L'Enfer (film, 1994)
Pour les articles homonymes, voir L'Enfer.
Pour plus de détails, voir Fiche technique et Distribution.
L'Enfer est un film français réalisé par Claude Chabrol sorti le 16 février 1994.

## Synopsis
Tout sourit à Paul : il devient enfin propriétaire de l'auberge où il travaillait et épouse Nelly, une des plus belles femmes de la région. Celle-ci lui donne bien vite un enfant. Mais Paul a des problèmes de dettes et subit la concurrence d'autres aubergistes. Il se met à boire de plus en plus, et surtout il est persuadé que Nelly le trompe. Il finit même par entendre des voix qui le lui affirment, jusqu'à en devenir littéralement fou de sa « jalousie maladive ».

## Fiche technique
- Titre original : L'Enfer
- Réalisation : Claude Chabrol
- Scénario : Henri-Georges Clouzot
- Adaptation : Claude Chabrol
- Décors : Émile Ghigo
- Costumes : Corinne Jorry
- Photographie : Bernard Zitzermann
- Son : Dominique Dalmasso, Jean-Bernard Thomasson
- Musique : Matthieu Chabrol
- Montage : Monique Fardoulis
- Production : Marin Karmitz
- Sociétés de production : France 3 Cinéma, CED Productions, Cinémanuel Productions, Canal+, MK2 Productions
- Société de distribution : MK2 Diffusion
- Pays de production :  France
- Langue originale : français
- Format : couleurs — 35 mm — son Dolby stéréo
- Genre : drame
- Durée : 100 minutes
- Dates de sortie : 
  - France : 16 février 1994
  - France : 29 septembre 2021 (ressortie en version restaurée pour la rétrospective Claude Chabrol, suspense au féminin[1])

## Distribution
- François Cluzet : Paul Prieur
- Emmanuelle Béart : Nelly Prieur, l'épouse de Paul
- Marc Lavoine : Martineau, le play-boy
- Nathalie Cardone : Marilyn
- André Wilms : le docteur Arnoux
- Thomas Chabrol : Julien
- Mario David : Duhamel, fidèle client de l'auberge, cadreur amateur
- Christiane Minazzoli : Mme Vernon
- Dora Doll : Mme Chabert
- Jean-Pierre Cassel : M. Vernon
- Noël Simsolo : M. Chabert
- Yves Verhoeven : le jeune homme
- Amaya Antolin : Mariette
- Jean-Claude Barbier : M. Pinoiseau
- Claire De Beaumont : Mme Rudemont
- Pierre-François Dumeniaud : M. Lenoir
- René Gouzenne : un client de l'auberge
- Sophie Artur : Clotilde

## Production
À l'origine, le film a été écrit par Henri-Georges Clouzot. Il en commença le tournage en 1964, avec Romy Schneider et Serge Reggiani dans les rôles principaux. Mais en raison de problèmes de santé de Serge Reggiani et de Clouzot lui-même, ainsi que de multiples problèmes de tournage, L'Enfer ne put jamais être achevé. 
Chabrol en reprit le scénario pour faire le film. Cependant, Chabrol n'utilisa que la première version du scénario de Clouzot, les versions ultérieures avaient des flashbacks et se concentraient sur les hallucinations psychédéliques de Paul à chaque crise de jalousie.
Le film est tourné dans la ville de Castelnaudary et ses environs. La scène avec la fille au ballon filmée dans la rue de l'Hôpital (au no 64), la scène dans laquelle Paul poursuit Nelly, dans la rue Gambetta (au niveau du 11). Le garage de Martineau est situé au 8, rue de Dunkerque et la maison de la mère de Nelly dans la même rue, au no 55. Dans le film, on peut voir l'église Saint-Michel de Castelnaudary. Et aussi le bâtiment de la Caserne Lapasset dans lequel était stationné jusqu'en 1986 le 4e régiment de la Légion étrangère française.
Mario David, qui tient ici le rôle d'un client cinéaste amateur, était également présent dans la distribution du film de Clouzot, où il était Julien, employé de l'hôtel.

## Accueil
« L'Enfer est un constat clinique sur les progrès d'une maladie. Ce ne sont donc pas les péripéties qui intéressent. Ni même, paradoxalement, les comédiens, tous excellents. Non, dans L'Enfer, la seule, la vraie star, c'est la caméra. Cette caméra voyante et voyeuse qui rappelle par son brio celle d'Hitchcock. Chabrol vénère Hitchcock, on le sait, il lui a rendu dans ses films des hommages plus ou moins discrets. Jamais à ce point. Jamais aussi bien. »

— Pierre Murat, Télérama, février 1994.

« L'Enfer commence plutôt bien. Quelques scènes menées presto nous en disent beaucoup […]. Puis, chemin faisant, sans rupture nette, on change de ton. Jusqu'ici, rien ne sentait le réchauffé dans cette remise à jour d'un scénario de Clouzot, vieux de trente ans. Chabrol semblait s'accommoder de ce squelette de film. […] Mais le sujet rappelle son nouveau maître à l'ordre, à la froideur brutale qu'aurait sans doute choisie l'auteur du Corbeau, s'il avait pu achever le tournage de L'Enfer »

— François Gorin, Télérama, février 1994.

« Devant le “couloir de la mort”, un vestibule où chaque porte engendre le vertige du soupçon, Paul sent vaciller sa raison. Deux infirmiers échappés des Yeux sans visage, de Georges Franju, veulent l'emmener. Et, comme dans Le Cri du hibou, le film se referme, sans se clore, piège inachevé. Malgré ses faiblesses, L'Enfer brûle pourtant d'un vrai feu. Celui d'Emmanuelle, dont la présence sensuelle incendierait les cieux. »

— Sophie Grassin, L'Express, 17 février 1994.